# Xã Catawba Island, Quận Ottawa, Ohio
Xã Catawba Island (tiếng Anh: Catawba Island Township) là một xã thuộc quận Ottawa, tiểu bang Ohio, Hoa Kỳ. Năm 2010, dân số của xã này là 3.599 người.